# 八七会议会址
八七会议会址位于中华人民共和国湖北省武汉市江岸区鄱阳街139号，1927年八七会议在此秘密召开。会址建筑原为高级公寓楼“怡和新房”的一部分，在开会当时为苏联人住所。会址被会议亲历者确定后辟为八七会议会址纪念馆。会址现为全国重点文物保护单位。

## 建筑概览
该建筑为英商惠罗公司在汉口俄租界所修建的高级公寓住宅区的一部分，称作“怡和新房”。建筑全体为砖混结构，共有3层（另有半层为阁楼）。在八七会议举办时，建筑一层为商店，建筑二层为苏联人住所。

## 历史

### 八七会议
四一二事件后，中国共产党被中国国民党右派清除出党，共产党党史谓之“大革命失败”。因此中共需要开会集中讨论以总结大革命失败经验。因此在1927年8月7日，在共产国际的主导下，中共中央在三教街41号（即会址现址）召开会议讨论如上议题，并商讨此后中共发展各项方针，史称“八七会议”。毛泽东的“枪杆子里出政权”论断便在此会上提出。

### 建馆历程

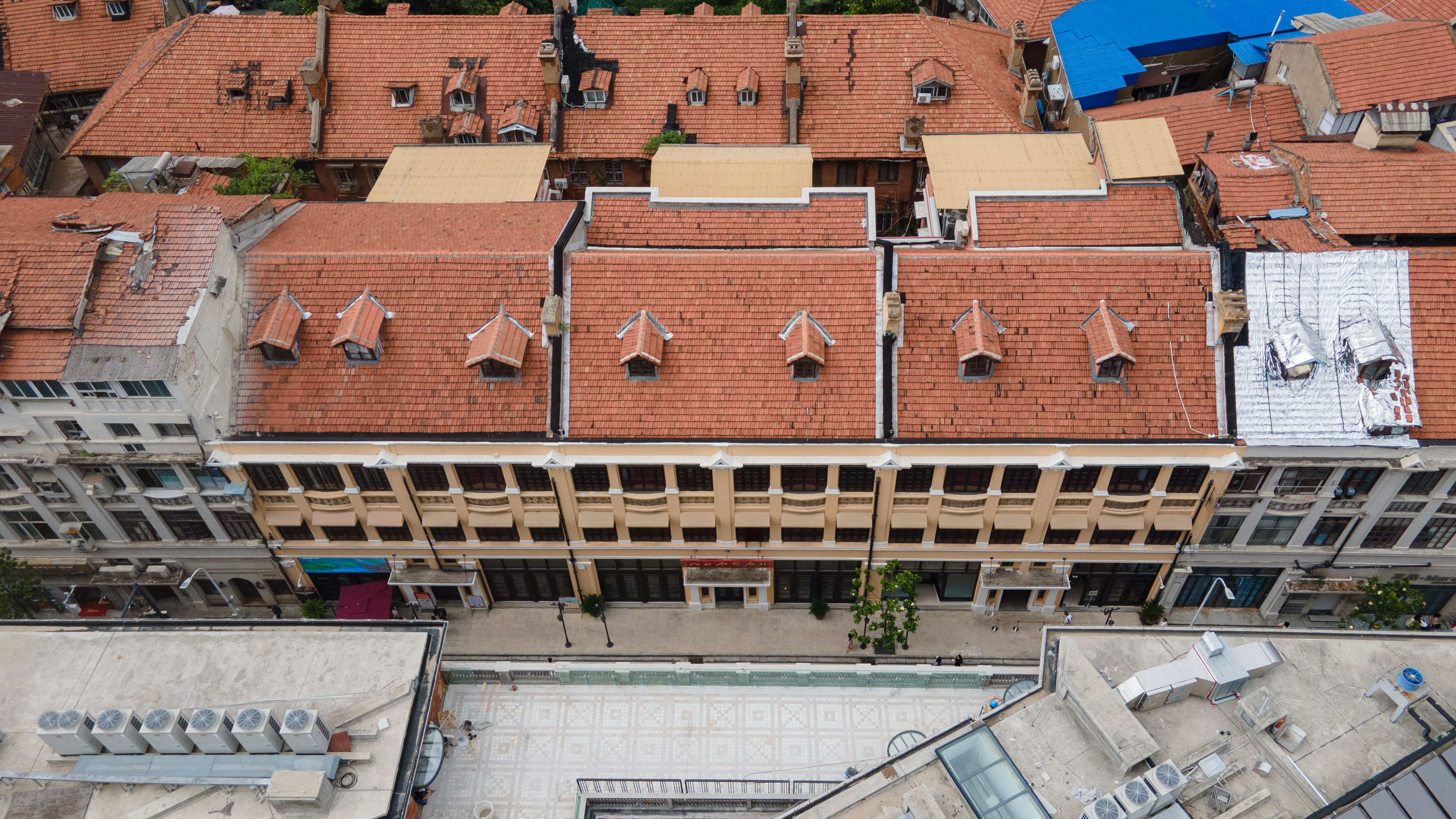
会址纪念馆俯瞰，背后建筑为中共中央长江局机关旧址，对面建筑为巴公房子

起初八七会议的会址并没有明确记载，因此在1959年湖北省、武汉市开始会址调查工作，同时开始筹备建设“八七会议会址纪念馆”。此后会议亲历者陆定一、李维汉、邓小平等人皆曾前来视察并回忆会址。1972年会址初步确定，省市有关纪念馆建设的意向也获得批准。1976年，省市开始依照陆定一的回忆对会址进行整修，1978年8月7日纪念馆开馆。1997年，国家文物局与武汉市人民政府合作，对已经成为全国重点文物保护单位的会址进行维修，同时将毗邻的两座房屋纳入纪念馆范围。
2001年6月12日，会址纪念馆被列为第二批全国爱国主义教育示范基地。2009年，纪念馆再一次进行扩馆维修工程，方成今日状态。

## 纪念馆设施
自建筑初辟为纪念馆起，各楼层使用性质皆未有变化：一层为八七会议历史的陈列室，现今陈列展厅面积达到2024平方米；二层为八七会议会场的复原展示；三层作为工作人员的办公场所使用。

## 文物保护
会址于1981年12月30日被湖北省人民政府列为第二批湖北省文物保护单位；1982年2月23日被中华人民共和国国务院列入第二批全国重点文物保护单位。